# NGC 3317
NGC 3317 é um sistema estelar triplo na direção da constelação de Hydra. O objeto foi descoberto pelo astrônomo Edward Austin em 1870, usando um telescópio refrator com abertura de 15 polegadas. 